# Wolfgang Gunkel
Wolfgang Gunkel (ur. 15 stycznia 1948 w Berlinie, zm. 20 maja 2020) – niemiecki wioślarz reprezentujący NRD, mistrz olimpijski i trzykrotny medalista mistrzostw świata.

## Kariera
Wystąpił na igrzyskach olimpijskich w Meksyku w 1968, gdzie zajął czwarte miejsce w dwójkach ze sternikiem. Walkę o brązowy medal reprezentanci NRD przegrali z osadą Danii o 0,15 sekundy. Na rozgrywanych cztery lata później igrzyskach olimpijskich w Monachium w tej samej konkurencji zdobył złoty medal. Osada NRD w składzie: Wolfgang Gunkel, Jörg Lucke i Klaus-Dieter Neubert zdobyła złoty medal, o 2,32 sekundy wyprzedzając Czechosłowację i o 4,11 sekundy Rumunię. 
Następnie razem z Gunkelem i Neubertem zajął drugie miejsce w dwójkach ze sternikiem na mistrzostwach świata w Lucernie (1974), a na mistrzostwach świata w Nottingham (1975) razem z Lucke i Berndem Fritschem sięgnął po złoty medal . Zdobył też brązowy medal w ósemkach podczas mistrzostw świata w Amsterdamie (1977). 
Ponadto zdobył w tej samej konkurencji złoty medal na mistrzostwach Europy w Kopenhadze (1971) i srebrny na mistrzostwach Europy w Moskwie (1973). 
Odznaczony srebrnym Orderem Zasługi dla Ojczyzny. 
Po zakończeniu kariery ukończył studia i pracował jako technik chirurgiczny w Institut für Forschung und Entwicklung von Sportgeräten (Instytucie Badań i Rozwoju Sprzętu Sportowego w Berlinie).
Poprzez małżeństwo z Renate Boesler był wujkiem wioślarek Martiny Boesler i Petry Boesler.